# MTV Movie Awards 2016
Die Verleihung der MTV Movie Awards 2016 fand am 10. April 2016 in Burbank, Kalifornien, statt. Gastgeber der Show waren die Schauspieler Dwayne Johnson und Kevin Hart.
Mit elf Nennungen erhielt Star Wars: Das Erwachen der Macht die meisten Nominierungen, gefolgt von Deadpool mit acht Nominierungen und Avengers: Age of Ultron mit sechs Nominierungen. Der Schauspieler Will Smith wird im Rahmen der Preisverleihung mit dem MTV Generation Award ausgezeichnet.
Drei Auszeichnungen gingen an Star Wars: Das Erwachen der Macht gefolgt von Deadpool und Pitch Perfect 2 mit jeweils zwei Auszeichnungen.

## Auftritte
Folgende Künstler traten während der Veranstaltung auf:
- Ariana Grande – Dangerous Woman
- Halsey – Castle

## Preisträger und Nominierte
| Film                                      | N  | A |
| ----------------------------------------- | -- | - |
| Star Wars: Das Erwachen der Macht         | 11 | 3 |
| Deadpool                                  | 8  | 2 |
| Avengers: Age of Ultron                   | 6  | 0 |
| Pitch Perfect 2                           | 4  | 2 |
| Mad Max: Fury Road                        | 4  | 1 |
| The Revenant – Der Rückkehrer             | 4  | 1 |
| Dating Queen                              | 4  | 0 |
| Die Tribute von Panem – Mockingjay Teil 2 | 3  | 1 |
| Jurassic World                            | 3  | 1 |
| Straight Outta Compton                    | 3  | 1 |
| Creed – Rocky’s Legacy                    | 2  | 0 |
| Erschütternde Wahrheit                    | 2  | 0 |
| Fast and Furious 7                        | 2  | 0 |
| Fifty Shades of Grey                      | 2  | 0 |
| Joy – Alles außer gewöhnlich              | 2  | 0 |
| San Andreas                               | 2  | 0 |
| Spy – Susan Cooper Undercover             | 2  | 0 |

### Bester Film
präsentiert von Alexander Skarsgård und Samuel L. Jackson
Star Wars: Das Erwachen der Macht (Star Wars: The Force Awakens)
- Avengers: Age of Ultron
- Creed – Rocky’s Legacy (Creed)
- Deadpool
- Jurassic World
- Straight Outta Compton

### Bester Schauspieler
Leonardo DiCaprio – The Revenant – Der Rückkehrer (The Revenant)
- Matt Damon – Der Marsianer – Rettet Mark Watney (The Martian)
- Michael B. Jordan – Creed – Rocky’s Legacy (Creed)
- Chris Pratt – Jurassic World
- Ryan Reynolds – Deadpool
- Will Smith – Erschütternde Wahrheit (Concussion)

### Beste Schauspielerin
präsentiert von Miles Teller
Charlize Theron – Mad Max: Fury Road
- Morena Baccarin – Deadpool
- Anna Kendrick – Pitch Perfect 2
- Jennifer Lawrence – Joy – Alles außer gewöhnlich (Joy)
- Daisy Ridley – Star Wars: Das Erwachen der Macht (Star Wars: The Force Awakens)
- Alicia Vikander – Ex Machina

### Bester Newcomer
präsentiert von Anna Kendrick, Zac Efron und Adam DeVine
Daisy Ridley – Star Wars: Das Erwachen der Macht (Star Wars: The Force Awakens)
- John Boyega – Star Wars: Das Erwachen der Macht (Star Wars: The Force Awakens)
- Brie Larson – Raum (Room)
- O’Shea Jackson Jr. – Straight Outta Compton
- Dakota Johnson – Fifty Shades of Grey
- Amy Schumer – Dating Queen (Trainwreck)

### Bester Filmheld
Jennifer Lawrence – Die Tribute von Panem – Mockingjay Teil 2 (The Hunger Games: Mockingjay – Part 2)
- Chris Evans – Avengers: Age of Ultron
- Dwayne Johnson – San Andreas
- Daisy Ridley – Star Wars: Das Erwachen der Macht (Star Wars: The Force Awakens)
- Paul Rudd – Ant-Man
- Charlize Theron – Mad Max: Fury Road

### Bester Actionheld
präsentiert von Jesse Eisenberg, Lizzy Caplan und Woody Harrelson
Chris Pratt – Jurassic World
- John Boyega – Star Wars: Das Erwachen der Macht (Star Wars: The Force Awakens)
- Vin Diesel – Fast and Furious 7 (Furious 7)
- Dwayne Johnson – San Andreas
- Jennifer Lawrence – Die Tribute von Panem – Mockingjay Teil 2 (The Hunger Games: Mockingjay – Part 2)
- Ryan Reynolds – Deadpool

### Beste wahre Geschichte
präsentiert von Kendrick Lamar
Straight Outta Compton
- Erschütternde Wahrheit (Concussion)
- Joy – Alles außer gewöhnlich (Joy)
- Steve Jobs
- The Big Short
- The Revenant – Der Rückkehrer (The Revenant)

### Beste Dokumentation
Amy
- Cartel Land
- Malala – Ihr Recht auf Bildung (He Named Me Malala)
- The Hunting Ground
- What Happened, Miss Simone?
- The Wolfpack

### Beste Comedy-Darbietung
präsentiert von Seth Rogen und Zac Efron
Ryan Reynolds – Deadpool
- Will Ferrell – Der Knastcoach (Get Hard)
- Kevin Hart – Ride Along: Next Level Miami (Ride Along 2)
- Melissa McCarthy – Spy – Susan Cooper Undercover (Spy)
- Amy Schumer – Dating Queen (Trainwreck)
- Rebel Wilson – Pitch Perfect 2

### Beste Kampfszene
präsentiert von Emilia Clarke und Andy Samberg
Ryan Reynolds vs. Ed Skrein – Deadpool
- Leonardo DiCaprio vs. Der Bär – The Revenant – Der Rückkehrer (The Revenant)
- Robert Downey Jr. vs. Mark Ruffalo – Avengers: Age of Ultron
- Adam Driver vs. Daisy Ridley – Star Wars: Das Erwachen der Macht (Star Wars: The Force Awakens)
- Nargis Fakhri vs. Melissa McCarthy – Spy – Susan Cooper Undercover (Spy)
- Tom Hardy vs. Charlize Theron – Mad Max: Fury Road

### Bester Filmkuss
präsentiert von Stephen Amell
Adam DeVine & Rebel Wilson – Pitch Perfect 2
- Morena Baccarin & Ryan Reynolds – Deadpool
- Jamie Dornan & Dakota Johnson – Fifty Shades of Grey
- Bill Hader & Amy Schumer – Dating Queen (Trainwreck)
- Chris Hemsworth & Leslie Mann – Vacation – Wir sind die Griswolds (Vacation)
- Margot Robbie & Will Smith – Focus

### Bester Bösewicht
Adam Driver – Star Wars: Das Erwachen der Macht (Star Wars: The Force Awakens)
- Tom Hardy – The Revenant – Der Rückkehrer (The Revenant)
- Samuel L. Jackson – Kingsman: The Secret Service
- Hugh Keays-Byrne – Mad Max: Fury Road
- Ed Skrein – Deadpool
- James Spader – Avengers: Age of Ultron

### Beste virtuelle Darstellung
präsentiert von Keegan-Michael Key und Jordan Peele
Amy Poehler –  Alles steht Kopf (Inside Out)
- Jack Black – Kung Fu Panda 3
- Seth MacFarlane – Ted 2
- Lupita Nyong’o – Star Wars: Das Erwachen der Macht (Star Wars: The Force Awakens)
- Andy Serkis – Star Wars: Das Erwachen der Macht (Star Wars: The Force Awakens)
- James Spader – Avengers: Age of Ultron

### Bestes Ensemble
Pitch Perfect 2
- Avengers: Age of Ultron
- Dating Queen (Trainwreck)
- Die Tribute von Panem – Mockingjay Teil 2 (The Hunger Games: Mockingjay – Part 2)
- Fast and Furious 7 (Furious 7)
- Star Wars: Das Erwachen der Macht (Star Wars: The Force Awakens)

### MTV Generation Award
präsentiert von Queen Latifah und Halle Berry
Will Smith

### Comedic Genius Award
präsentiert von Dwayne Johnson und Kevin Hart
Melissa McCarthy